# 15413 Beaglehole
15413 Beaglehole este un asteroid din centura principală de asteroizi.

## Descriere
15413 Beaglehole este un asteroid din centura principală de asteroizi. A fost descoperit pe 22 ianuarie 1998 la Kitt Peak National Observatory, în cadrul proiectului Spacewatch. Asteroidul prezintă o orbită caracterizată de o semiaxă mare de 3,07 ua, o excentricitate de 0,04 și o înclinație de 12,6° în raport cu ecliptica.